# Marc Crosas
Marc Crosas Luque (Sant Feliu de Guíxols, 9 januari 1988) is een Spaans betaald voetballer die bij voorkeur op het middenveld speelt. Hij verruilde in juni 2015 Universidad de Guadalajara voor Cruz Azul.

## Clubcarrière
Crosas speelde in het seizoen 2005/2006 in de succesvolle Juvenil A dat de División de Honor en de Copa del Rey Juvenil won. In juli 2006 werd hij overgeheveld naar FC Barcelona B. Bovendien werd Crosas tijdens de voorbereiding voor het seizoen 2006/07 door trainer Frank Rijkaard bij het eerste elftal gehaald. De middenvelder speelde in de oefenwedstrijden tegen Aarhus GF, Club Tigres en Chivas de Guadalajara. Tegen Aarhus GF speelde Crosas samen met zijn neef Albert Jorquera, sinds 2004 tweede doelman van FC Barcelona. Op 8 november 2006 kwam hij in de wedstrijd tegen CF Badalona (4-0) om de Copa del Rey in de tweede helft als vervanger van Andrés Iniesta in het veld. Crosas was met twee assists betrokken bij de twee doelpunten van Javier Saviola in de slotfase. Verder startte hij nog enkele keren in de basis in wedstrijden voor de Copa de Catalunya. In het seizoen 2007/2008 zat Crosas meerdere malen in de wedstrijdselectie van het eerste elftal, maar zijn wedstrijden speelde hij voor Barça B. De middenvelder debuteerde wel in de UEFA Champions League in de groepswedstrijd tegen VfB Stuttgart. In januari 2008 vertrok Crosas voor een halfjaar op huurbasis naar Olympique Lyonnais. In augustus 2008 werd hij gecontracteerd door Celtic FC. Begin 2011 verkaste hij naar Volga Nizjni Novgorod, waarvoor hij 26 wedstrijden in de Russische Premjer-Liga speelde. Crosas verhuisde vervolgens naar Santos Laguna, een Mexicaanse club actief in de Mexicaanse competitie, waarvoor hij drie seizoenen in actie kwam en waarmee hij de Clausura van het seizoen 2011/12 won. Gedurende de jaargang 2014/15 speelde Crosas voor Universidad de Guadalajara; in de zomer van 2015 volgde de overstap naar Cruz Azul.

### Statistieken
| seizoen | club                        | land               | competitie                 | wed. | goals |
| ------- | --------------------------- | ------------------ | -------------------------- | ---- | ----- |
| 2006/07 | FC Barcelona B              | Vlag van Spanje    | Segunda División B Grupo 3 | ??   | 0     |
| 2007/08 | FC Barcelona B              | Vlag van Spanje    | Tercera División Grupo 5   | 8    | 0     |
| 2007/08 | → Olympique Lyonnais (huur) | Vlag van Frankrijk | Ligue 1                    | 8    | 0     |
| 2008/09 | Celtic FC                   | Vlag van Schotland | Scottish Premier League    | 18   | 1     |
| 2009/10 | Celtic FC                   | Vlag van Schotland | Scottish Premier League    | 17   | 0     |
| 2010/11 | Celtic FC                   | Vlag van Schotland | Scottish Premier League    | 1    | 0     |
| 2011    | Volga Nizjni Novgorod       | Vlag van Rusland   | Premjer-Liga               | 26   | 0     |
| 2011/12 | Santos Laguna               | Vlag van Mexico    | Primera División           | 15   | 0     |
| 2012/13 | Santos Laguna               | Vlag van Mexico    | Liga MX                    | 32   | 0     |
| 2013/14 | Santos Laguna               | Vlag van Mexico    | Liga MX                    | 19   | 0     |
| 2014/15 | Universidad de Guadalajara  | Vlag van Mexico    | Liga MX                    | 34   | 1     |
| 2015/16 | Cruz Azul                   | Vlag van Mexico    | Liga MX                    | 7    | 0     |

Bijgewerkt op 24 april 2016.
1 Corona  ·
3 Jiménez ·
4 Domínguez ·
5 Peña ·
7 Romo ·
9 Montoya ·
11 Hernández ·
12 Martínez ·
14 Domínguez ·
15 Rivero ·
16 Aldrete ·
17 Angulo ·
19 Yotún ·
20 Gutiérrez ·
21 Rodríguez ·
22 Baca ·
23 Aguilar ·
24 Escobar ·
25 Alvarado ·
28 Fernández ·
29 Giménez ·
30 Gudiño ·
31 Pineda ·
33 Jurado ·
Coach: Reynoso